# Jordan Harris
Pour les articles homonymes, voir Harris.
Jordan Harris (né le 7 juillet 2000 à Haverhill dans l’État du Massachusetts aux États-Unis) est un joueur professionnel américain de hockey sur glace. Il évolue au poste de défenseur pour les Blue Jackets de Columbus dans la LNH.

## Biographie

### Jeunesse
Né le 7 juillet 2000 à Haverhill dans l’État du Massachusetts aux États-Unis, Jordan Harris est le fils du physiothérapeute Peter Harris et de sa femme Ginny, infirmière.

### Carrière professionnelle
Harris est sélectionné au troisième tour, au 71e rang par les Canadiens, lors du repêchage d'entrée dans la LNH 2018.
Le 19 août 2024, il est échangé aux Blue Jackets de Colombus en retour de Patrik Laine et d'un choix de 2ᵉ ronde en 2026.

## Statistiques
Pour les significations des abréviations, voir Statistiques du hockey sur glace.

### En club
| Saison     | Équipe                  | Ligue      |     | Saison régulière | Saison régulière | Saison régulière | Saison régulière | Saison régulière |   | Séries éliminatoires | Séries éliminatoires | Séries éliminatoires | Séries éliminatoires | Séries éliminatoires |
| Saison     | Équipe                  | Ligue      | PJ  | B                | A                | Pts              | Pun              | PJ               | B | A                    | Pts                  | Pun                  |                      |                      |
| 2017-2018  | Phantoms de Youngstown  | USHL       | 5   | 0                | 1                | 1                | 0                | -                | - | -                    | -                    | -                    |                      |                      |
| 2018-2019  | Huskies de Northeastern | HE         | 39  | 1                | 12               | 13               | 8                | -                | - | -                    | -                    | -                    |                      |                      |
| 2019-2020  | Huskies de Northeastern | HE         | 33  | 3                | 18               | 21               | 20               | -                | - | -                    | -                    | -                    |                      |                      |
| 2020-2021  | Huskies de Northeastern | HE         | 19  | 6                | 13               | 19               | 8                | -                | - | -                    | -                    | -                    |                      |                      |
| 2021-2022  | Huskies de Northeastern | HE         | 39  | 5                | 15               | 20               | 14               | -                | - | -                    | -                    | -                    |                      |                      |
| 2021-2022  | Canadiens de Montréal   | LNH        | 10  | 1                | 0                | 1                | 8                | -                | - | -                    | -                    | -                    |                      |                      |
| 2022-2023  | Canadiens de Montréal   | LNH        | 65  | 4                | 13               | 17               | 26               | -                | - | -                    | -                    | -                    |                      |                      |
| 2023-2024  | Canadiens de Montréal   | LNH        | 56  | 3                | 11               | 14               | 22               | -                | - | -                    | -                    | -                    |                      |                      |
| Totaux LNH | Totaux LNH              | Totaux LNH | 131 | 8                | 24               | 32               | 56               | -                | - | -                    | -                    | -                    |                      |                      |